# بخش کاتایسکی
بخش کاتایسکی (به لاتین: Kataysky District) یک منطقهٔ مسکونی در روسیه است که در استان کورگان واقع شده‌است.